# Hugues Aubriot

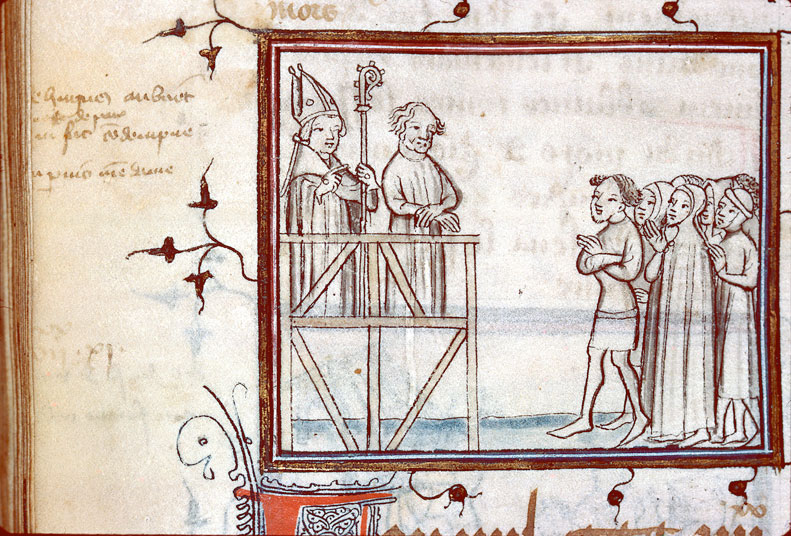
Flores de las Crónicas - Hugues Aubriot expuesto en un andamio.

Hugo Aubriot, intendente de finanzas y preboste de París durante el reinado de Carlos V,  nació en Dijon  y decoró París con infinidad de monumentos.
En 1364 y después de haber sido preboste de Dijon, Hugo Aubriot es nombrado preboste de los comerciantes de París y comienza a realizar importantes trabajos en la ciudad. Hace construir el Puente de Saint-Michel, y el Puente del Cambio. Asimismo hace edificar, a fin de complacer al Rey que se muestra muy preocupado por la protección de su ciudad, el Petit Châtelet y la Bastilla. En 1370 empieza a construir en Montmartre un alcantarillado abovedado y tabicado que recogerá las aguas de Ménilmontant. La red de alcantarillados se irá desarrollando, lentamente, a lo largo de los siglos.
Acusado de impiedad por solicitar medidas de clemencia respecto a los judíos de París, es encarcelado. Al restablecerse los impuestos que habían sido abolidos por el rey Carlos V, el pueblo de París se subleva y se provee de armas sacándolas del Ayuntamiento de la ciudad, especialmente unos mazos de plomo utilizados, desde las murallas, por los defensores de la villa, con los que golpean a los asaltantes. Los "macistas" se adueñan de la ciudad cometiendo toda suerte de excesos. Son los que liberan a Aubriot y quieren nombrarle su líder, pero él rehúsa tan peligroso honor. Aubriot fallece unos meses después. Murió en 1382. Su estatua adorna la fachada del Ayuntamiento de París.
- Datos: Q1369960